# Svarttjärnen (Ockelbo socken, Gästrikland, 674278-155750)
Svarttjärnen är en sjö i Ockelbo kommun i Gästrikland och ingår i Gavleåns huvudavrinningsområde.